# روش حجم محدود
روش حجم محدود (به انگلیسی: Finite Volume Method) که به اختصار (FVM) نامیده می‌شود، یکی از روش‌های عددی برای حل تقریبی معادلات دیفرانسیل است. 
روش حجم محدود قابل مقایسه با روش اجزاء محدود است که در آن روش تقریب این انتگرال‌ها با روش اجزاء محدود متفاوت است. این روش بیشتر برای حل مسائل دینامیک سیالات محاسباتی و انتقال حرارت مناسب است. نرم‌افزار فلوئنت از این روش پیروی می‌کند.